# ریتیش دشموک
ریتیش دشموک (مراتی: रितेश देशमुख؛ زادهٔ ۱۷ دسامبر ۱۹۷۸) هنرپیشه، تهیه کننده و معمار اهل هند است.
از فیلم‌ها یا برنامه‌های تلویزیونی که وی در آن نقش داشته‌است می‌توان به استاد لاف زدن اشاره کرد.

## فیلم‌شناسی
فهرست برخی از فیلم‌هایی که ریتیش دشموک در آن‌ها به ایفای نقش پرداخته‌است:
- استاد لاف زدن
- رؤیای ما پول است
- وجه نقد
- رنگ شادی
- علاءالدین
- سلام کوچولو
- سلام لندن
- گریت گرند مستی
- خانه شلوغ
- خانه شلوغ ۲
- خانه شلوغ ۳
- به نظر می‌رسد
- چقدر باحال هستیم
- چقدر باحال هستیم ۲
- چقدر باحال هستیم ۳
- از کجا آمده‌اید
- ترسیدن ضروری است
- رقص
- به نیویورک خوش آمدید
- سرگرمی
- یک تبهکار
- برداشت
- چمکو
- گریت گرند مستی
- مزاحم نشو
- باشگاه مبارزه-فقط اعضا
- شادکامی مطلق
- شادکامی دو برابر
- دهاتی‌های خوش‌شانس
- خانه شلوغ ۴
- کی میدونه فردا چی میشه؟
- تحویل در منزل
- دارم می میرم
- سرگرمی
- شورشی ۳
- بزن قدش
- بازگشت یک شرور
- به من قسم بخور
- دل گرفتارت شده
- بیا، آرزو کن
- آقای مامان
- کاکودا
- پلن ای پلن بی
- یورش ۲